# Cratere Magdalena
Magdalena  è un cratere sulla superficie di Venere.